# P7 AL 2301 à 2330
Les P7 AL 2301 à 2330 sont des locomotives à tender séparé, affectées à la traction des trains rapides et des express sur le réseau de la compagnie des chemins de fer d'Alsace - Lorraine.

## Histoire
Une série de 30 locomotives est commandée par la  Direction générale impériale des chemins de fer d'Alsace-Lorraine (EL), pour assurer la traction des trains rapides Livrées à partir de 1903, Elles sont basées au dépôt de Strasbourg.
En 1912, elles sont numérotées 2301 à 2330. En 1918 après l'armistice, le réseau est exploité par la compagnie des chemins de fer d'Alsace Lorraine qui conserve les numéros.
En 1938, lors de la création de la SNCF, elles deviennent les 1-230 C 301 à 330.
Elles disparaissent entre 1950 et 1953 pour les dernières.

## La construction
N° 2301 à 2330, livrées par la SACM en 1902-1903

## Description
Ces locomotives correspondent au type P7 des chemins de fer alsaciens. Elles ont un moteur compound à 4 cylindres. Les cylindres à haute pression sont à l'extérieur du chassis. Les cylindres à basse pression à l'intérieur.
Le premier essieu est entrainé par les cylindres BP le second par les cylindres HP.
La chaudière est équipée d'un foyer Belpaire. Le dôme se trouve à l'aplomb du premier essieu moteur. La distribution est du type Heusinger.

## Caractéristiques
Longueur : 10,6 m
Poids à vide: 54,7 t
Poids en charge: 61,8 t
Timbre: 14 kg
Capacité en charbon du tender:6 t
Surface de grille : 2,4 m2
Surface de chauffe: 149,50 m2
Diamètre des roues (motrices): 1 750 mm
Diamètre des roues (porteuses): 900 mm
Dimensions des cylindres HP (haute pression), alésage x course: 340 x 640 mm
Dimensions des cylindres BP (basse pression), alésage x course: 560 x 640 mm
Vitesse maximum: 90 km/h